# Ménigoute

Ménigoute este o comună în departamentul Deux-Sèvres, Franța. În 2009 avea o populație de 881 de locuitori.